# براد ستيوفير
براد ستيوفير (بالإنجليزية: Brad Stuver)‏ (16 أبريل 1991 بكليفلاند في الولايات المتحدة - ) هو لاعب كرة قدم أمريكي في مركز حراسة المرمى. لعب مع كولومبوس كرو وDayton Dutch Lions ‏ وCleveland Internationals ‏ وWilmington Hammerheads FC ‏ وAkron Summit Assault ‏.

## وصلات خارجية
- براد ستيوفير على موقع الدوري الأمريكي (الإنجليزية)
- براد ستيوفير على موقع إي إس بي إن إف سي (الإنجليزية)
- براد ستيوفير على موقع قاعدة بيانات كرة القدم.إي يو (الإنجليزية)
- براد ستيوفير على موقع Soccerbase.com (لاعب) (الإنجليزية)
- براد ستيوفير على موقع Soccerway.com (الإنجليزية)
- براد ستيوفير على موقع عالم كرة القدم.نت (الإنجليزية)
- براد ستيوفير على موقع AS.com (الإسبانية)